# Везер (река у Француској)
Везер (фр. Vézère, окс. Vesera) је река у југозападној Француској, дужине 211,2 km и површине слива 3.736 km². То је важна притока реке Дордоња. Извире у северозападном делу Централног масива у јужној Француској и тече ка југозападу кроз департмане Корез и Дордоња. Средњи проток реке Везер је 58,9 m³/s.
Долина реке Везер је чувена по својим преисторијским пећинама са бројним остацима хоминида и палеолитским сликарством. Најпознатија од њих је пећина Ласко. УНЕСКО је ове пећине уврстио на своју листу Светске баштине 1979.